# Esperimento cerchio-ellisse di Pavlov
Oltre all'esperimento che lo portò alla scoperta del riflesso condizionato, lo scienziato russo Ivan Pavlov ne condusse, a partire dal 1914, un altro sui suoi cani denominato esperimento cerchio-ellisse, addestrandoli sulla base di esso ad evitare una scossa elettrica.

## Dettagli
Il meccanismo seguiva più o meno il seguente schema.

Si poneva il cane di fronte a una immagine, con due bottoni su cui poter premere: se l'immagine era una circonferenza il cane doveva premere il bottone A, se era un'ellisse doveva premere quello B; se sbagliava bottone o non ne premeva nessuno entro un determinato lasso di tempo, seguiva una scossa elettrica. Tramite il riflesso condizionato il cane apprendeva ad associare l'immagine al corrispettivo bottone, con annessa assenza di dolore.
Dopo che l'animale aveva imparato bene le risposte, si induceva un elemento di confusione, ottenuta avvicinando i fuochi delle ellissi finché il cane progressivamente non riusciva a distinguerle da una circonferenza. Il cane entrava quindi nella confusione cercata, e tentava di capire come rispondere. Di fronte all'incertezza sistematica si rilevò immancabilmente uno di questi tre tipi di strategia di azione:
- il cane si rifiutava di rispondere, soffrendo le scosse a fronte dell'indifferenza delle sue reazioni ad evitarle;
- il cane si sforzava di rispondere correttamente, cercando parossisticamente di affinare o rielaborare associazioni che gli permettessero di evitarle;
- il cane rispondeva a casaccio, indifferente all'associazione che gli suscitava lo stimolo visivo.

Pavlov così descrive il cambiamento improvviso di comportamento di un cane dopo tre settimane di inutili tentativi:
(Ivan P. Pavlov, I riflessi condizionati, Torino (1966))

## Osservazioni
In queste categorie si identificano agevolmente le tre forme riconosciute di schizofrenia, secondo la tipizzazione già adottata da Kraepelin per la demenza precoce da lui introdotta, rispettivamente:
- catatonica (o catatonia);
- paranoide (o paranoia);
- ebefrenica (o ebefrenia).

I motivi per cui il cane adottava una delle tre sono riconducibili a attitudini temperamentali, il che, per essere precisi, include un fattore di dipendenza dalla prevalenza biochimica di origine genetica del suo sistema nervoso a produrre determinate sostanze, e il fenotipo schizofrenia si produce nel 100% dei casi.
Alla luce di questo si evidenzierebbe come la schizofrenia sia riducibile alla reazione ad uno stato confusionale.